# ハイビスカス

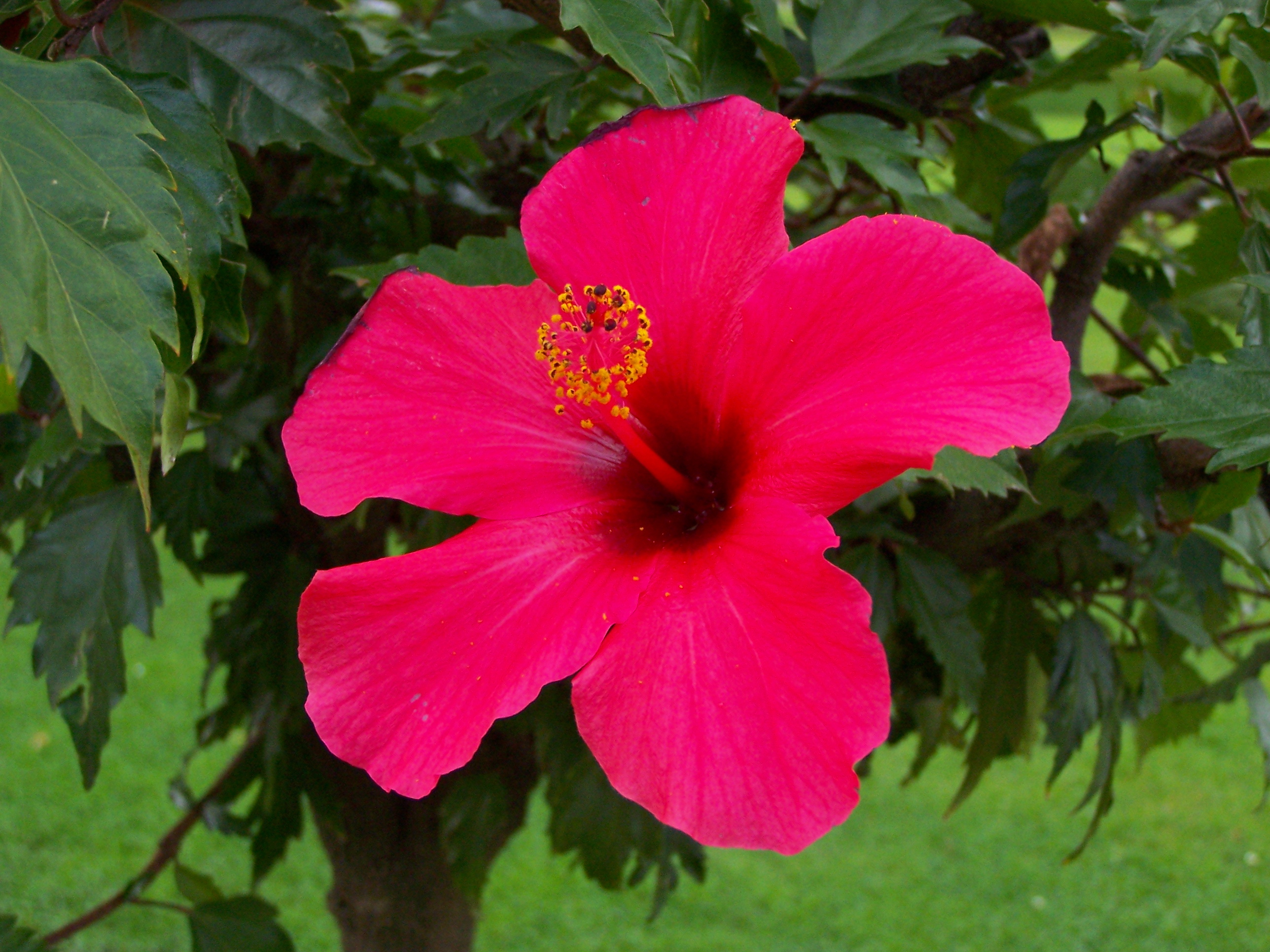
ブッソウゲ

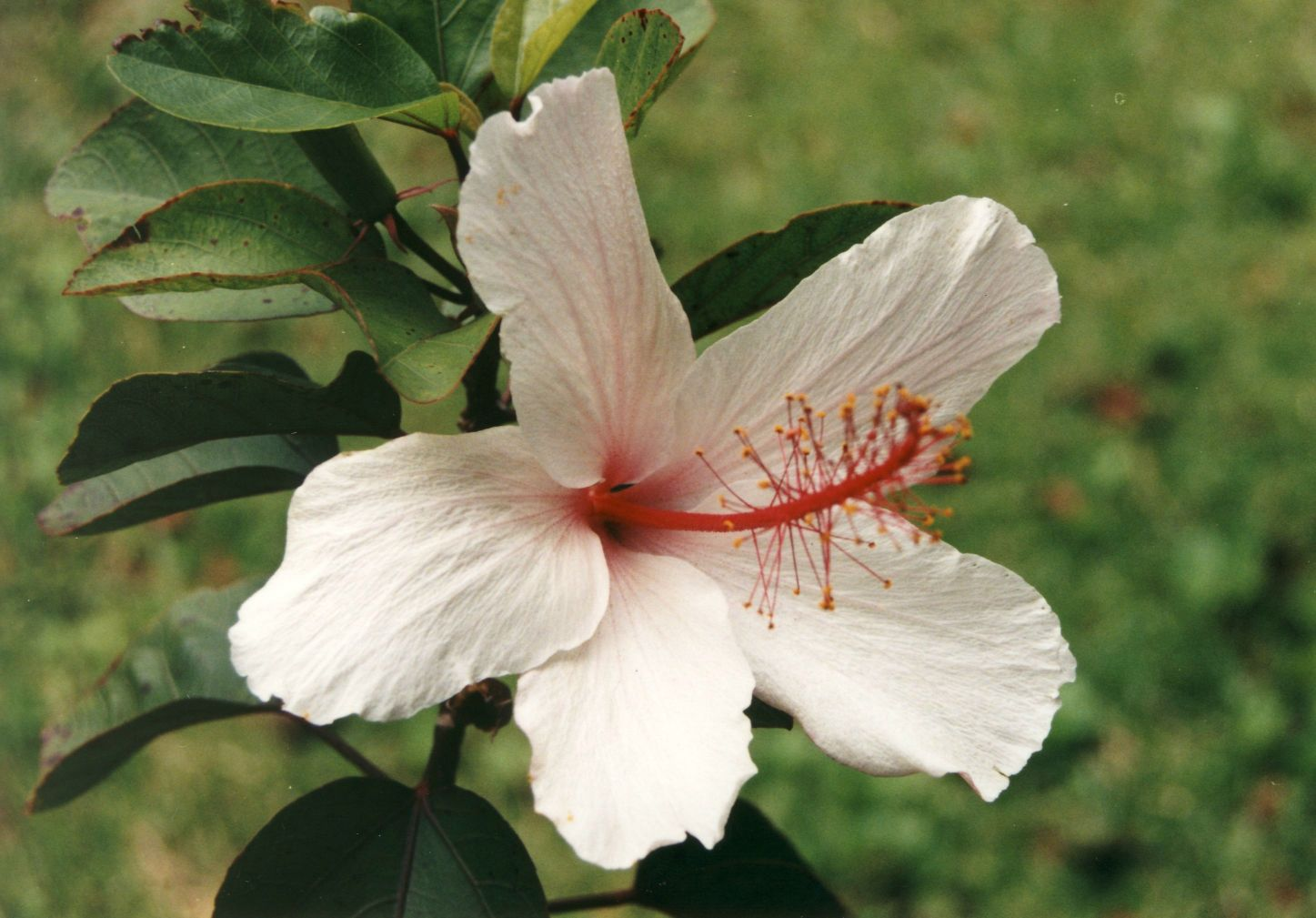
Hibiscus arnottianus（ハワイ）

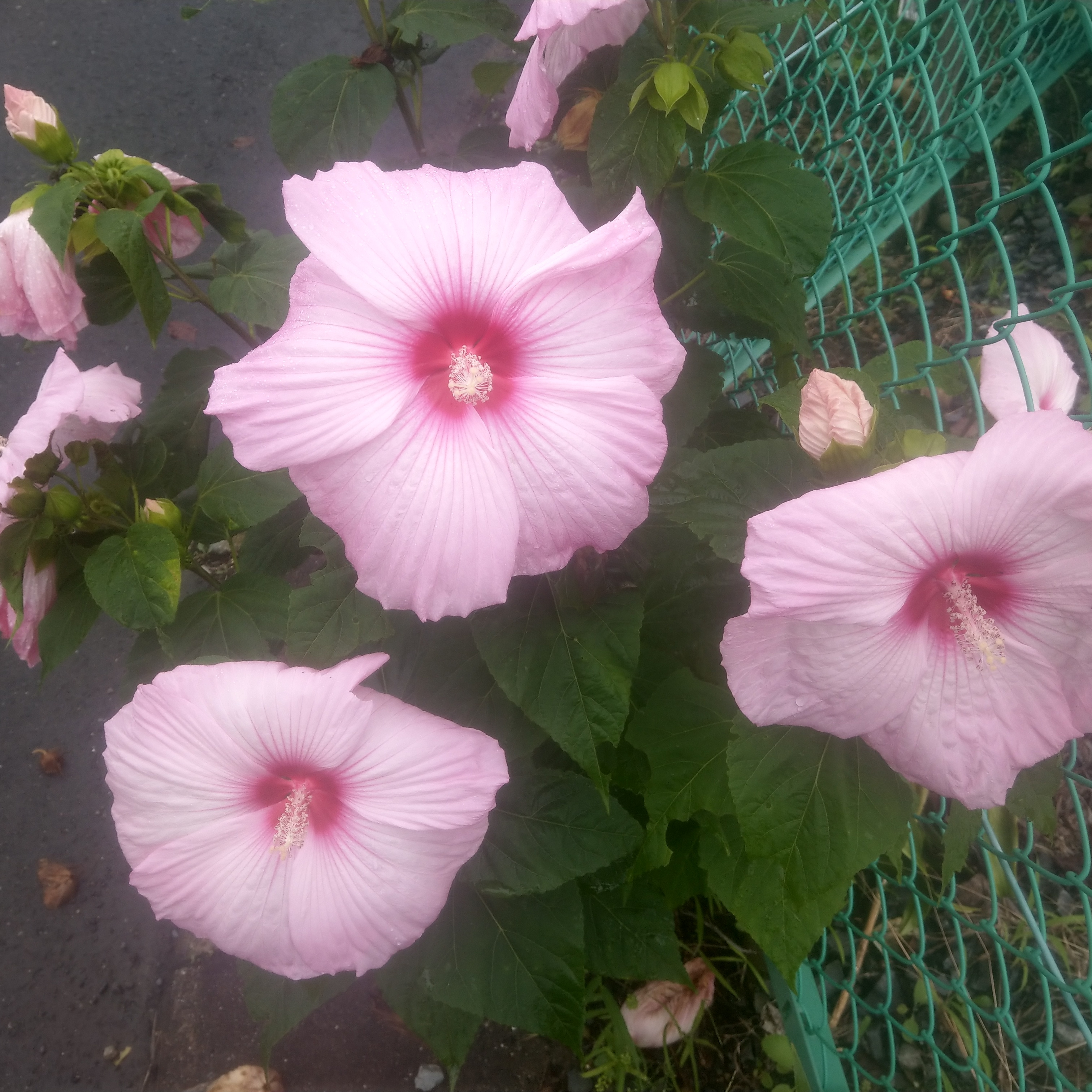
ハイビスカス(日本国内)

ハイビスカスは、アオイ目アオイ科の下位分類フヨウ属 Hibiscus のこと。また、そこに含まれる植物の総称。英語での hibiscus は一般にこちらを指す。ハワイ語では「アロアロ」と呼ばれる。このうち黄色い花を咲かせるマオ・ハウ・ヘレ（H. brackenridgei）はハワイ州の花とされる。
hibiscum（ヒビスクム）または hibiscus（ヒビスクス）は古いラテン語で、タチアオイの仲間を指す言葉であった。近代に入り、タチアオイ属と同じアオイ科に属する別の仲間＝フヨウ属を指す学名へと転用された。
ハイビスカスティーに用いられる花は、通常、ローゼル (H. sabdariffa) と呼ばれるフヨウ属のものである。
日本では、そのなかでも熱帯および亜熱帯性のいくつかの種がとくに「ハイビスカス」と呼ばれ、南国のイメージをまとった植物として広く親しまれている。園芸用・観賞用としていくつかの種と、それらを元にして交配育成された多数の園芸品種が「ハイビスカス」と総称され流通する。その代表的なものはブッソウゲ（仏桑華、H. rosa-sinensis）である。

## 自治体の花木として
ハイビスカスのもつ南国のイメージから、鹿児島・沖縄を中心に自治体の花として制定する例が多い。以下の自治体名のリンク先は市政要覧等における市町村花の紹介ページを示す。
- 愛知県名古屋市港区 平成2年10月制定
- 鹿児島県指宿市 平成18年6月20日制定
- 鹿児島県西之表市 ※ ブッソウゲを制定
- 鹿児島県奄美市 平成19年3月20日制定
- 鹿児島県肝属郡南大隅町
- 鹿児島県熊毛郡南種子町 平成10年11月制定
- 鹿児島県大島郡宇検村
- 鹿児島県大島郡瀬戸内町
- 鹿児島県大島郡伊仙町 昭和57（1982）年7月1日制定
- 鹿児島県大島郡知名町 昭和57年2月11日制定
- 鹿児島県大島郡与論町 昭和58年制定
- 沖縄県沖縄市 昭和49年10月26日制定
- 沖縄県南城市
- 沖縄県国頭郡今帰仁村
- 沖縄県国頭郡伊江村 ※ 村花木として指定
- 沖縄県中頭郡嘉手納町 昭和57年8月5日制定
- 沖縄県中頭郡中城村
- 沖縄県島尻郡与那原町
- 沖縄県島尻郡南大東村

## ギャラリー

ハイビスカスの花の色調
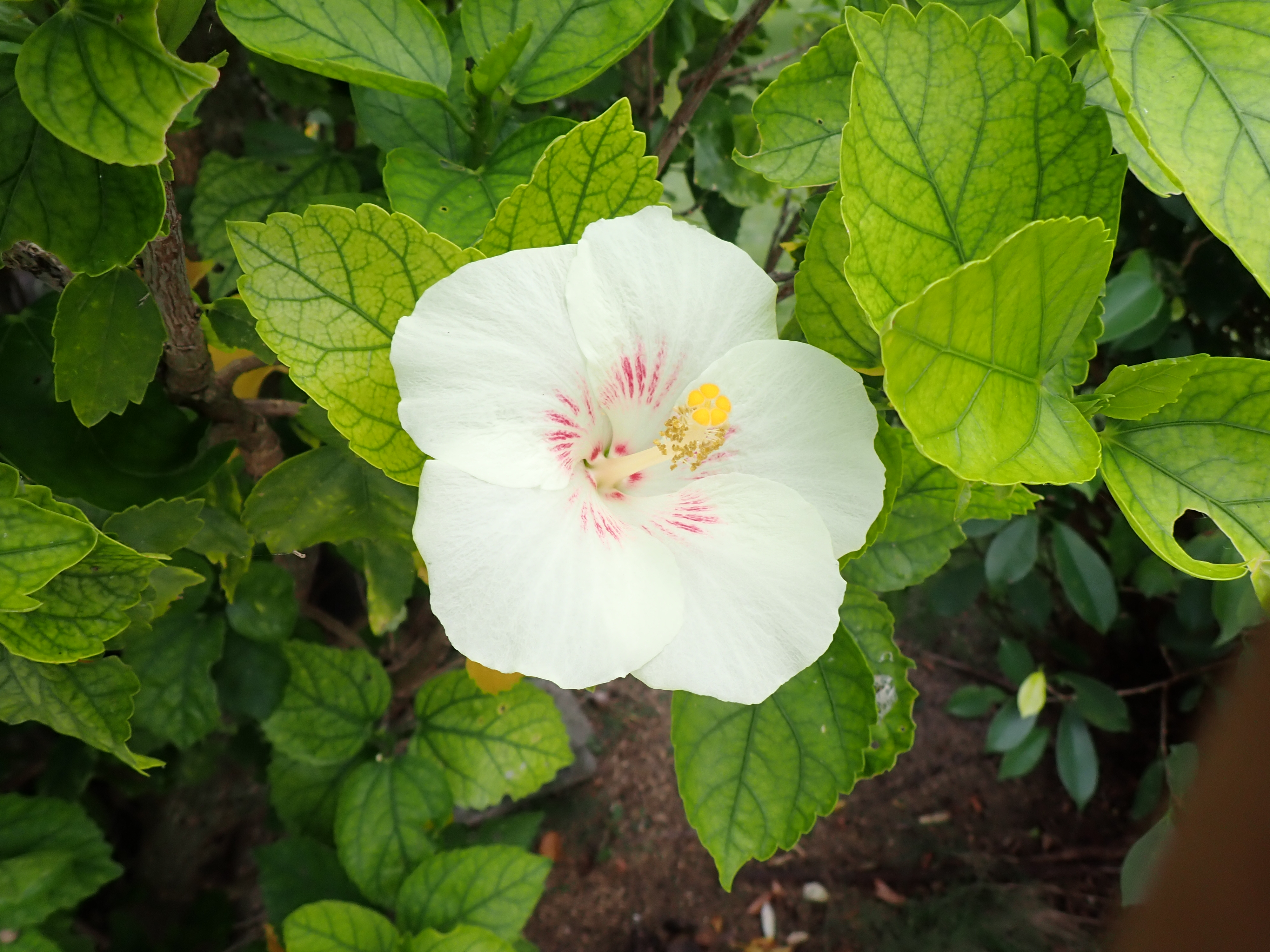
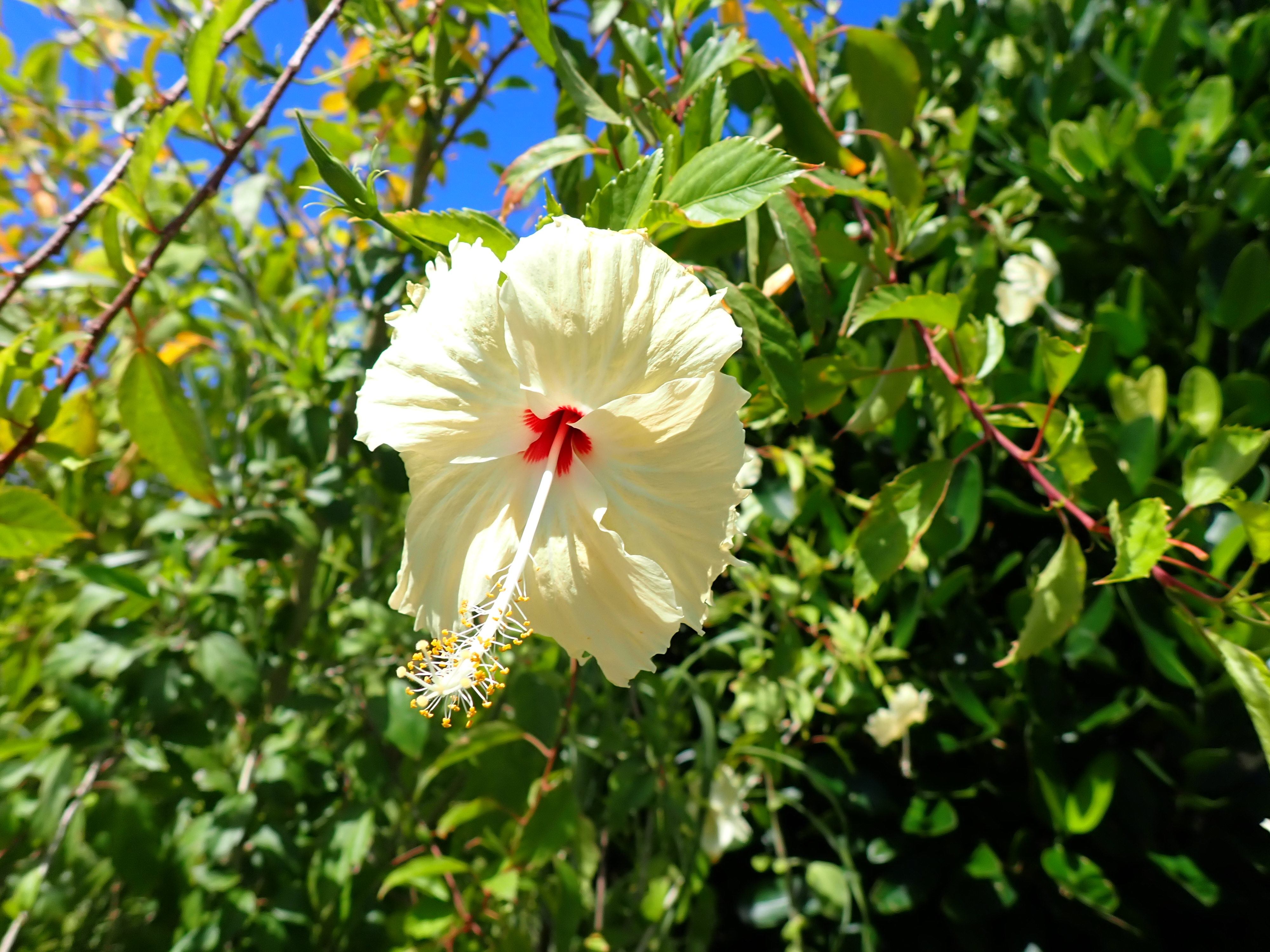
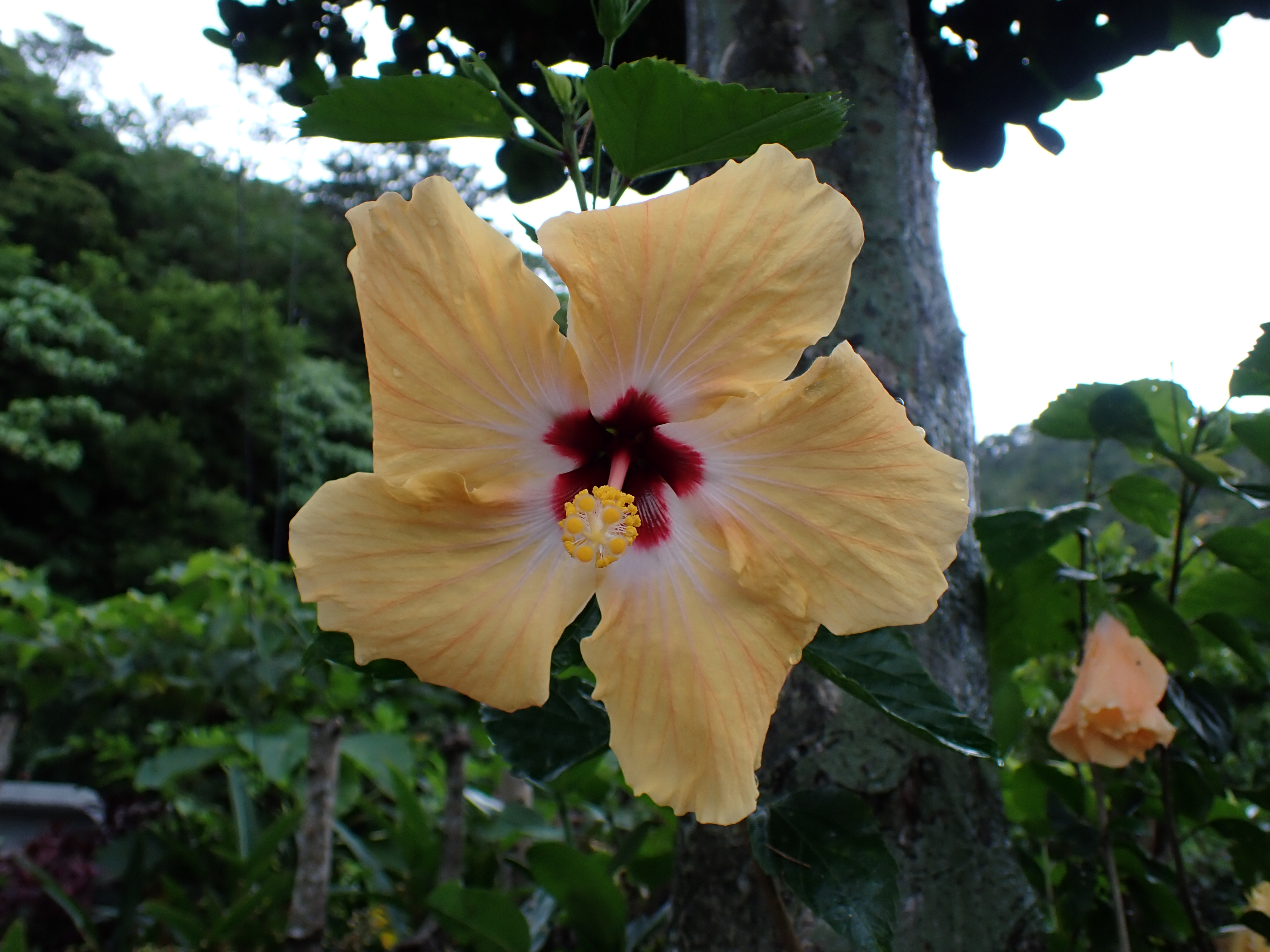
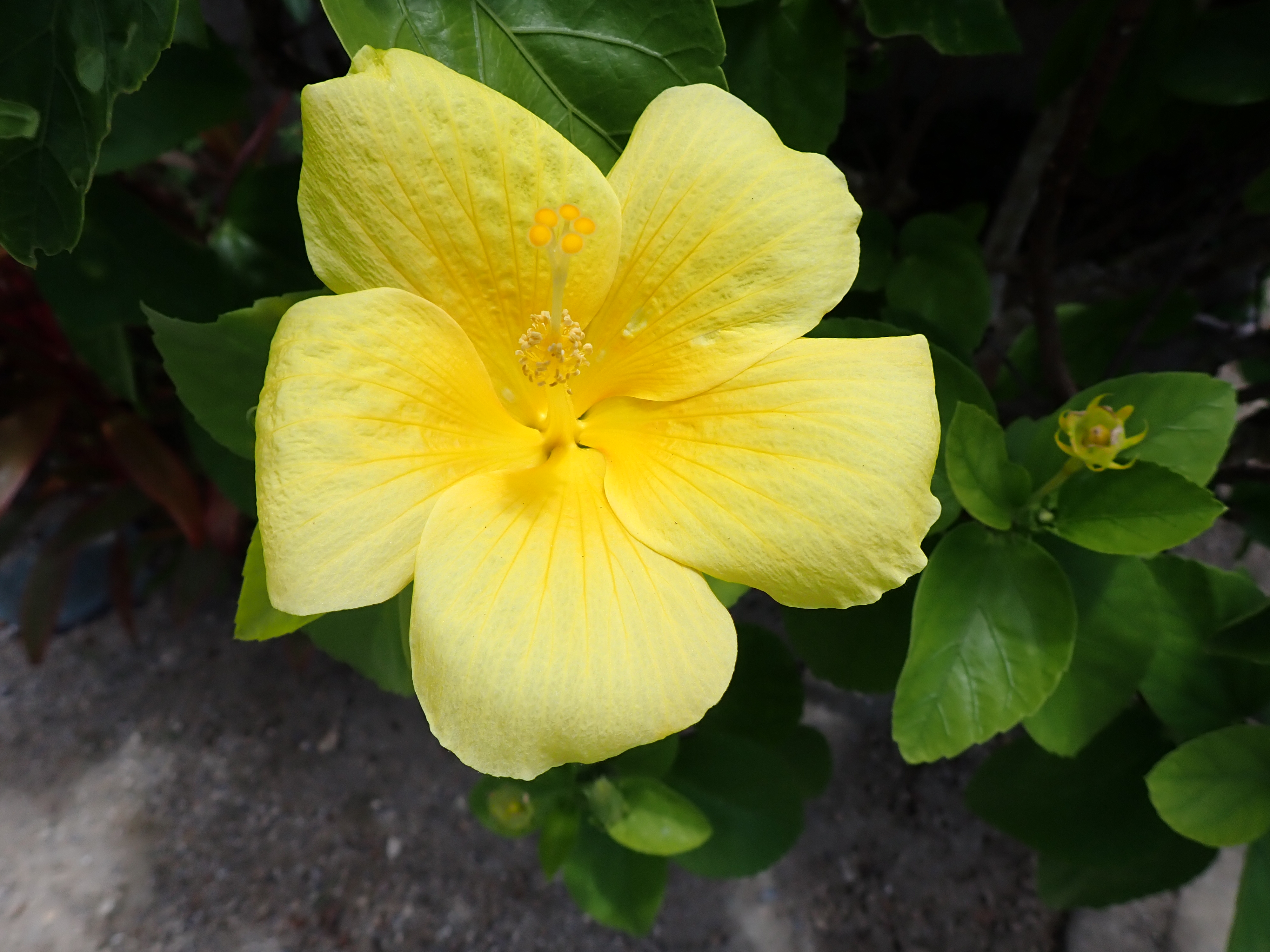
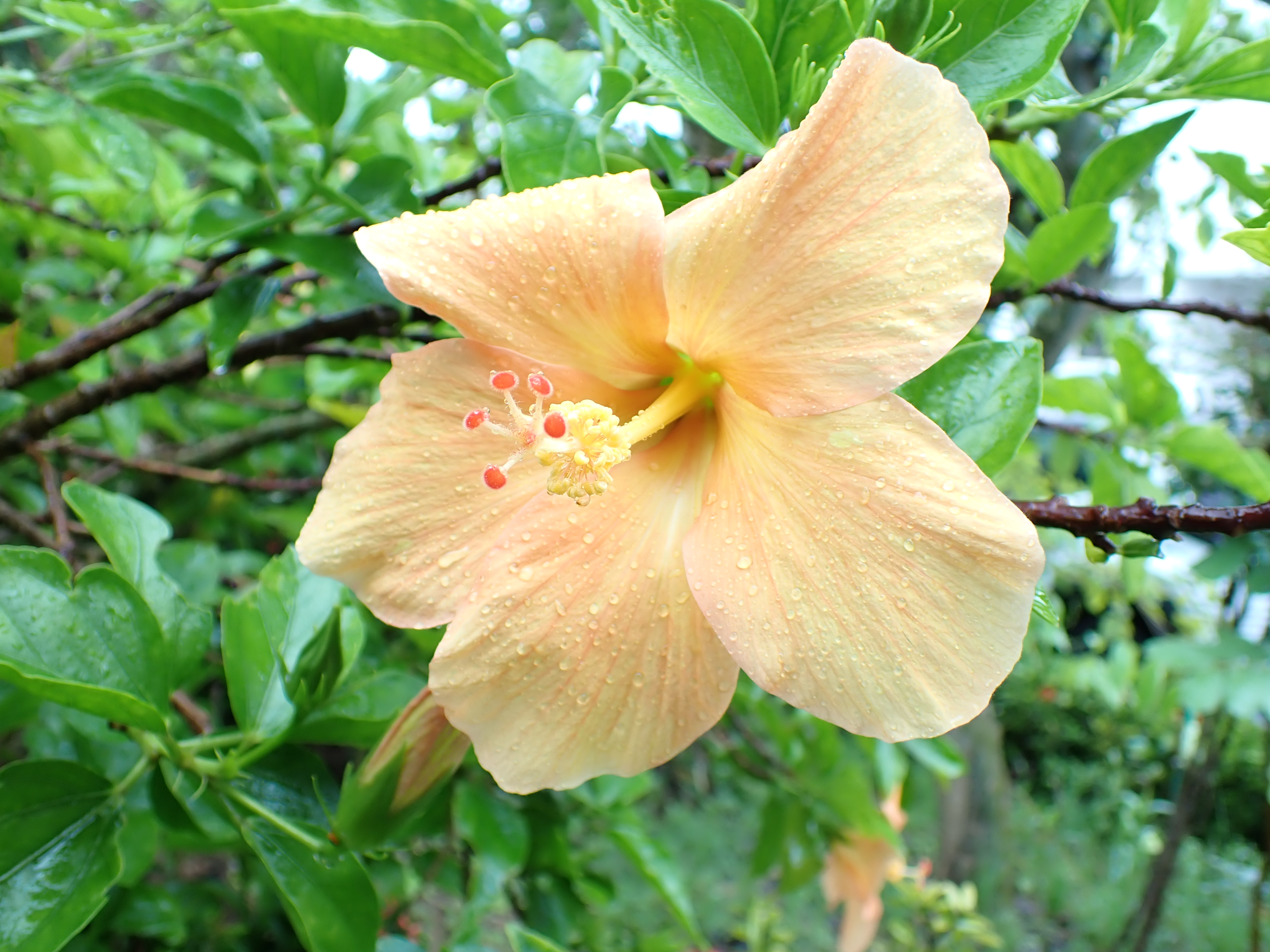
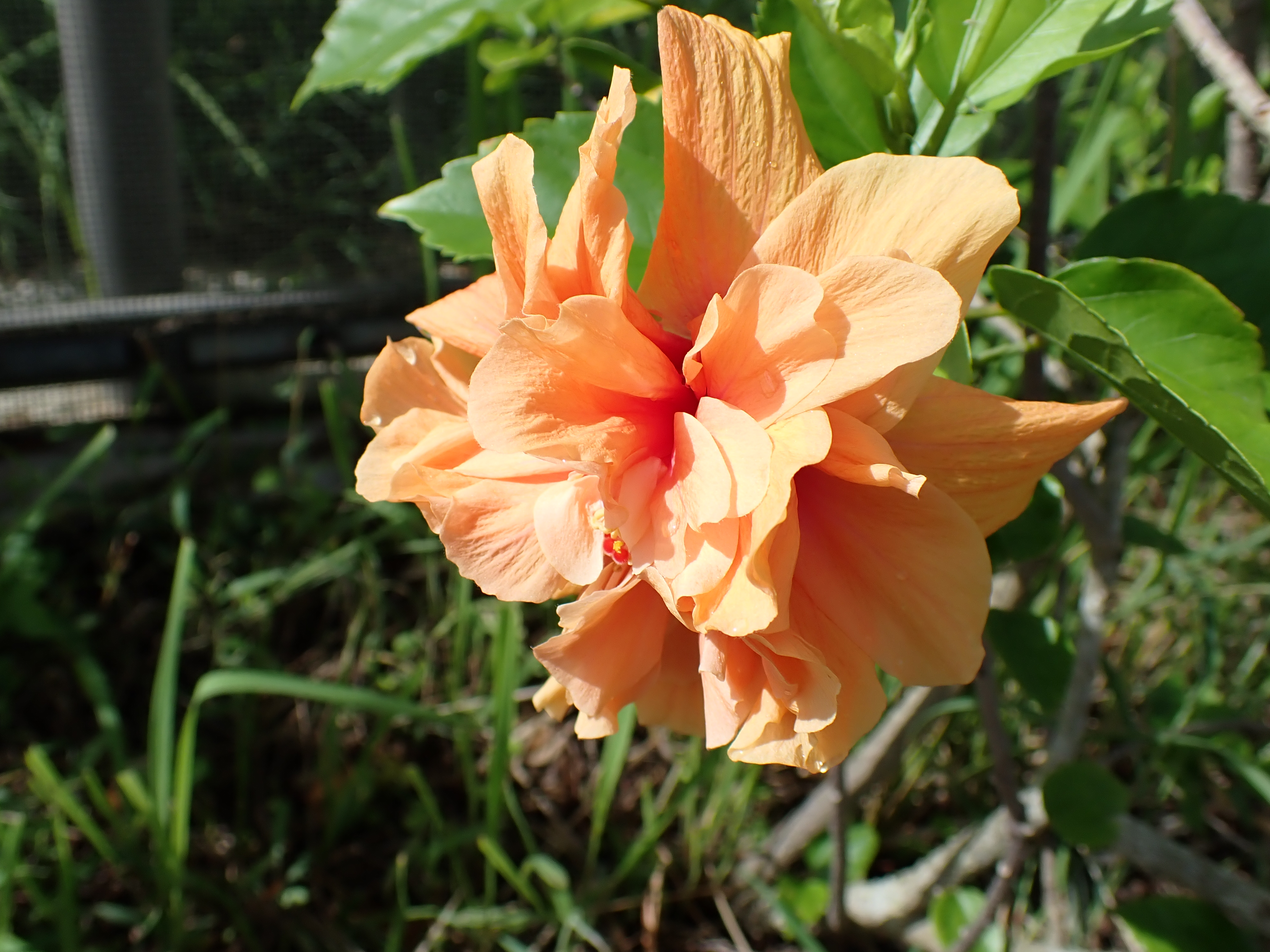
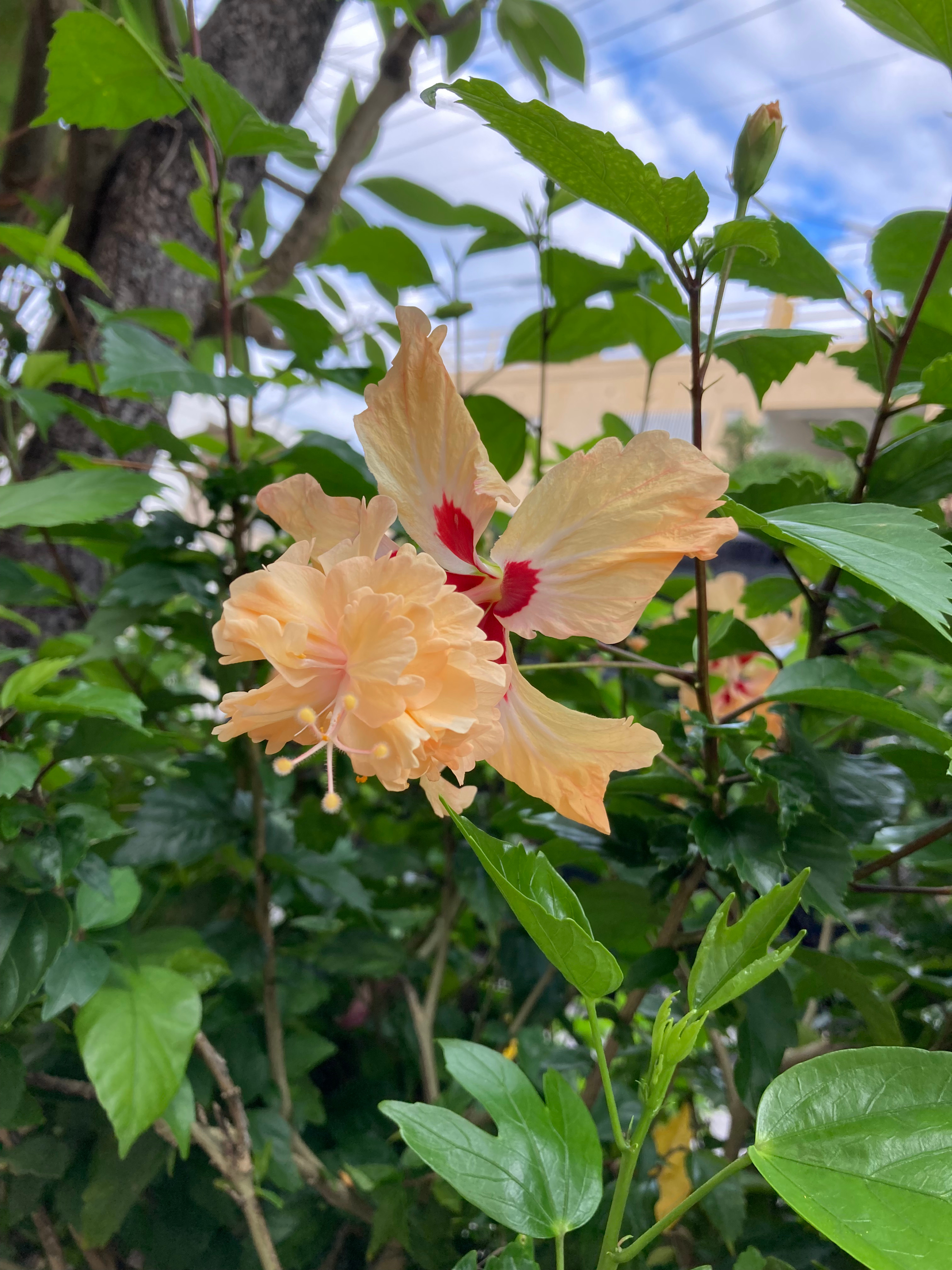
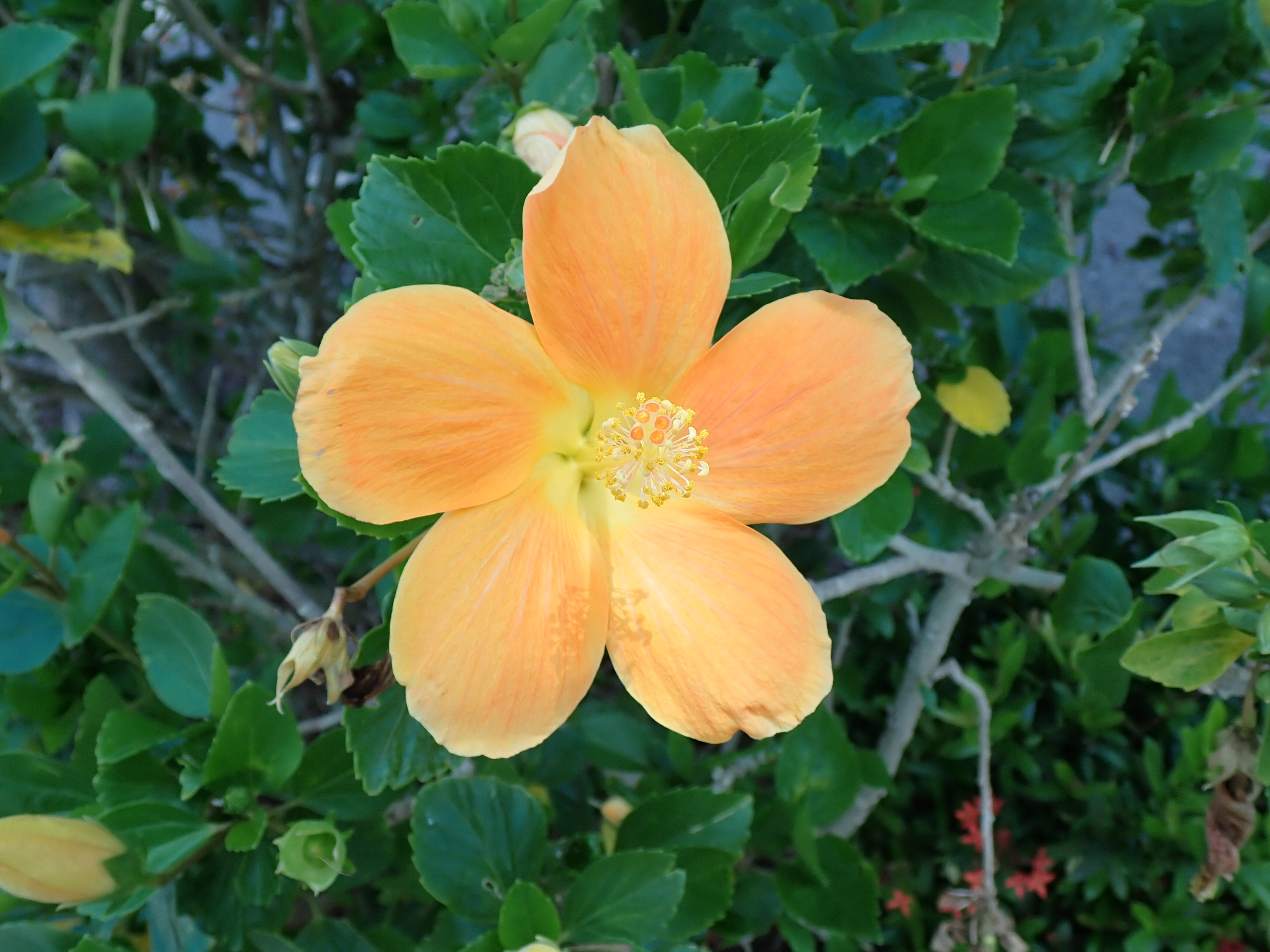
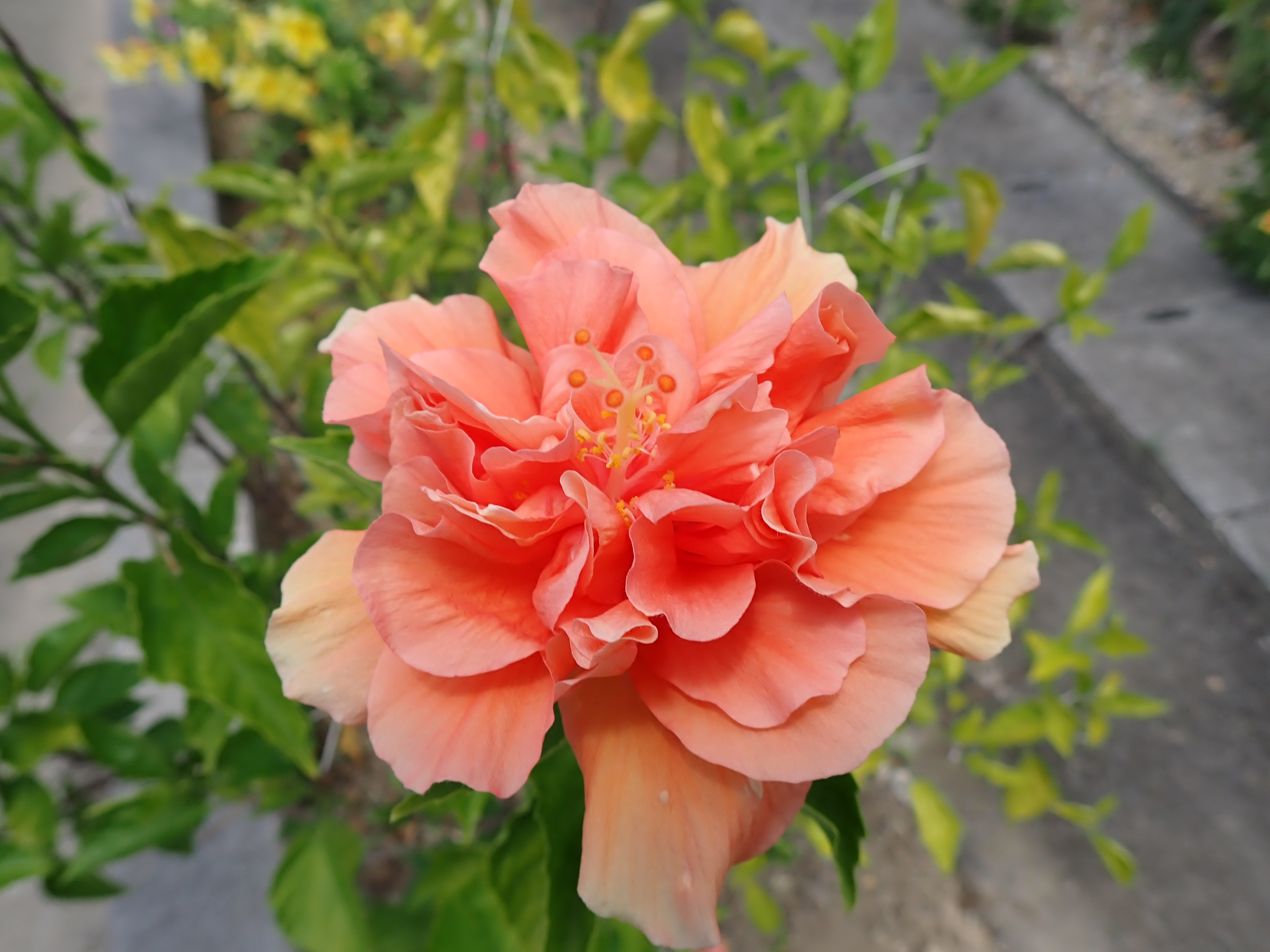
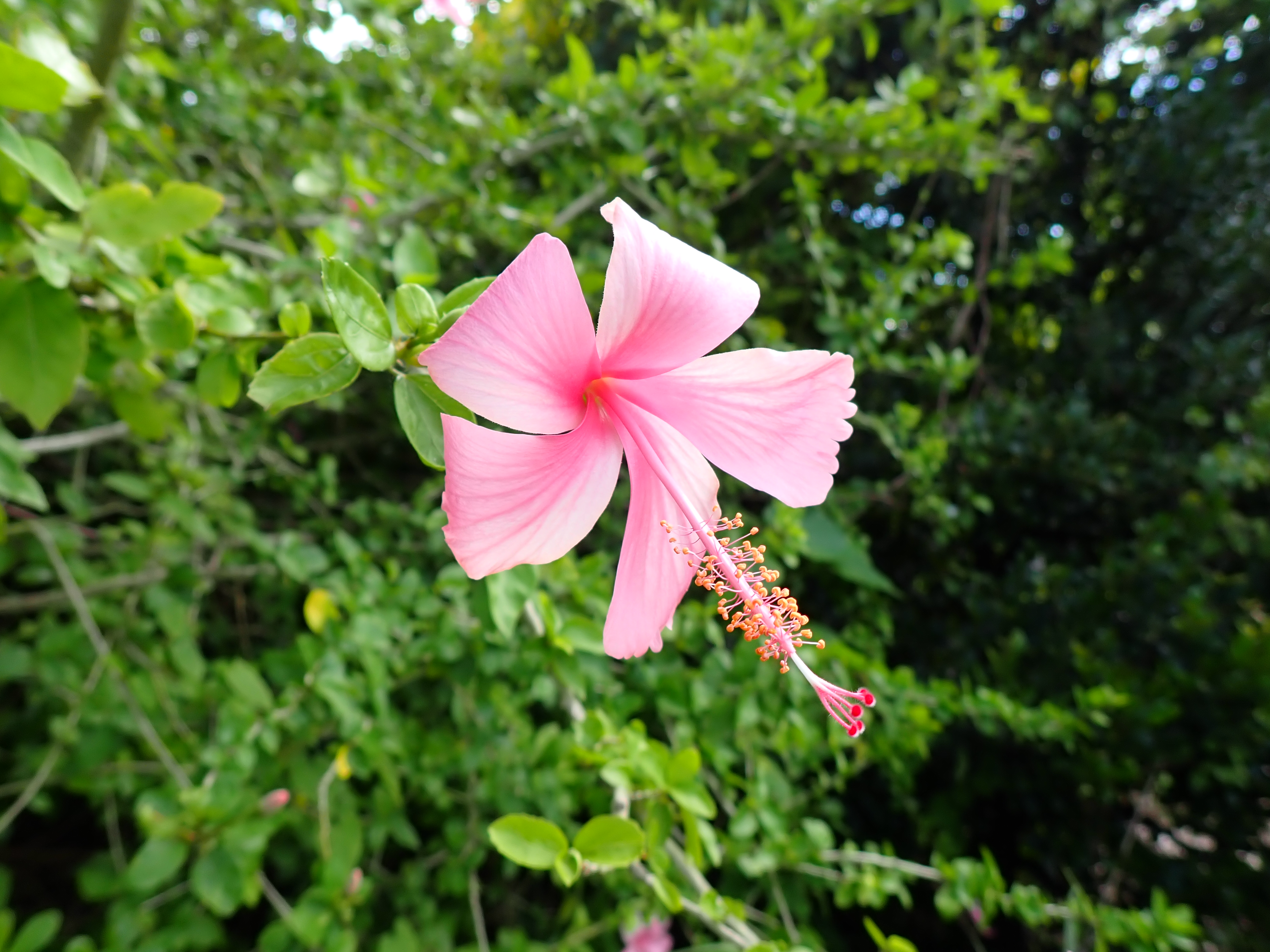
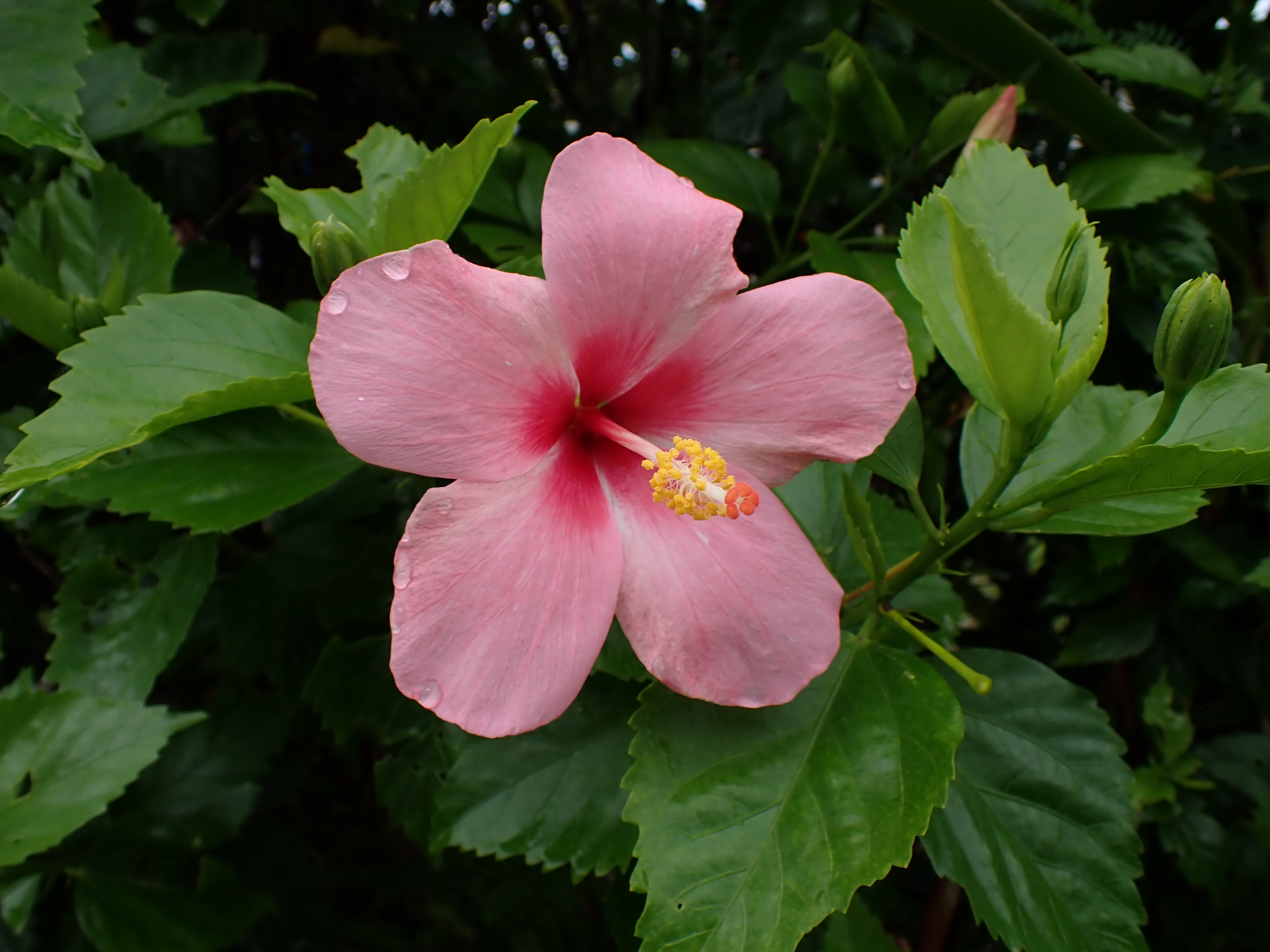
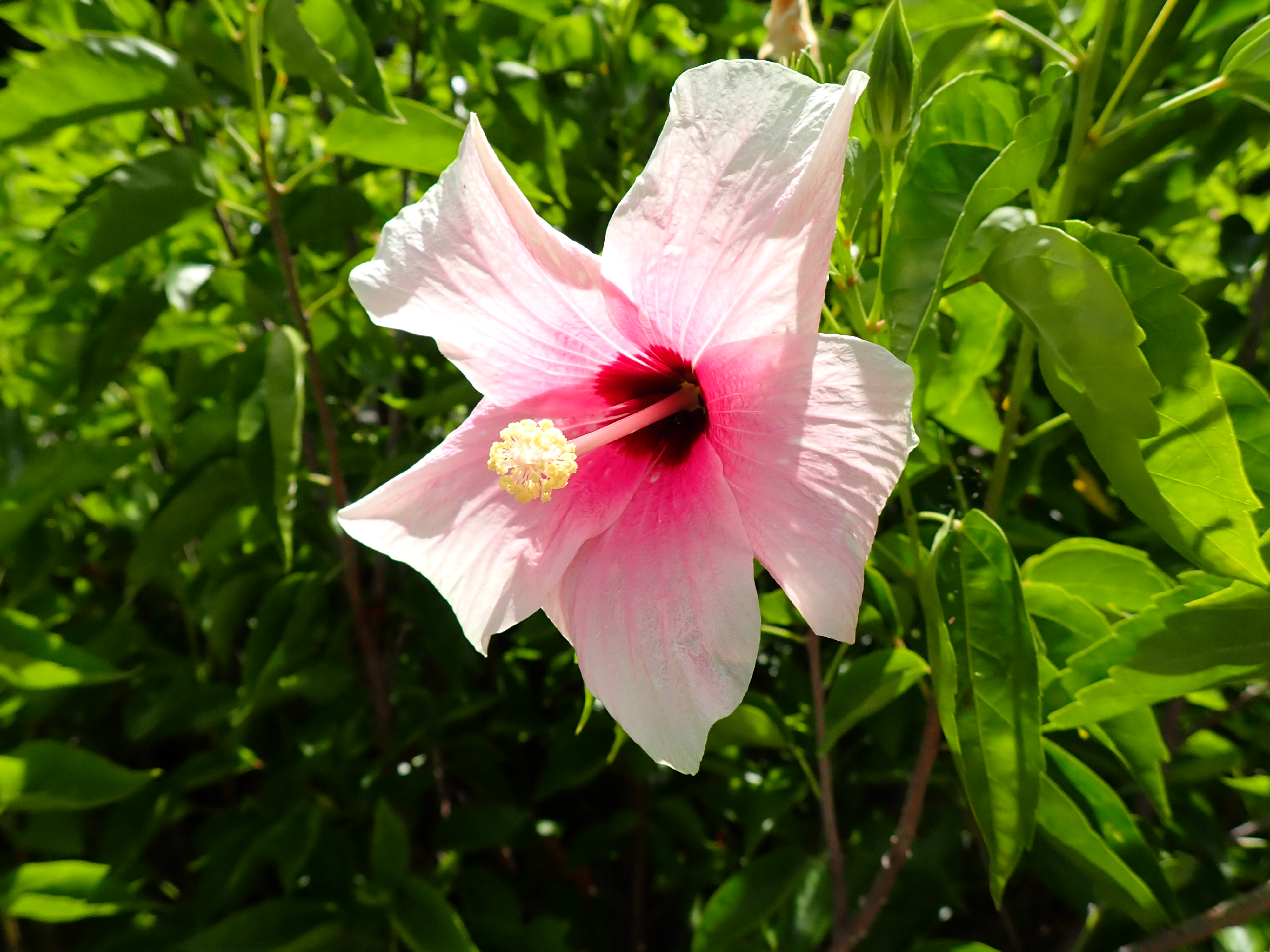
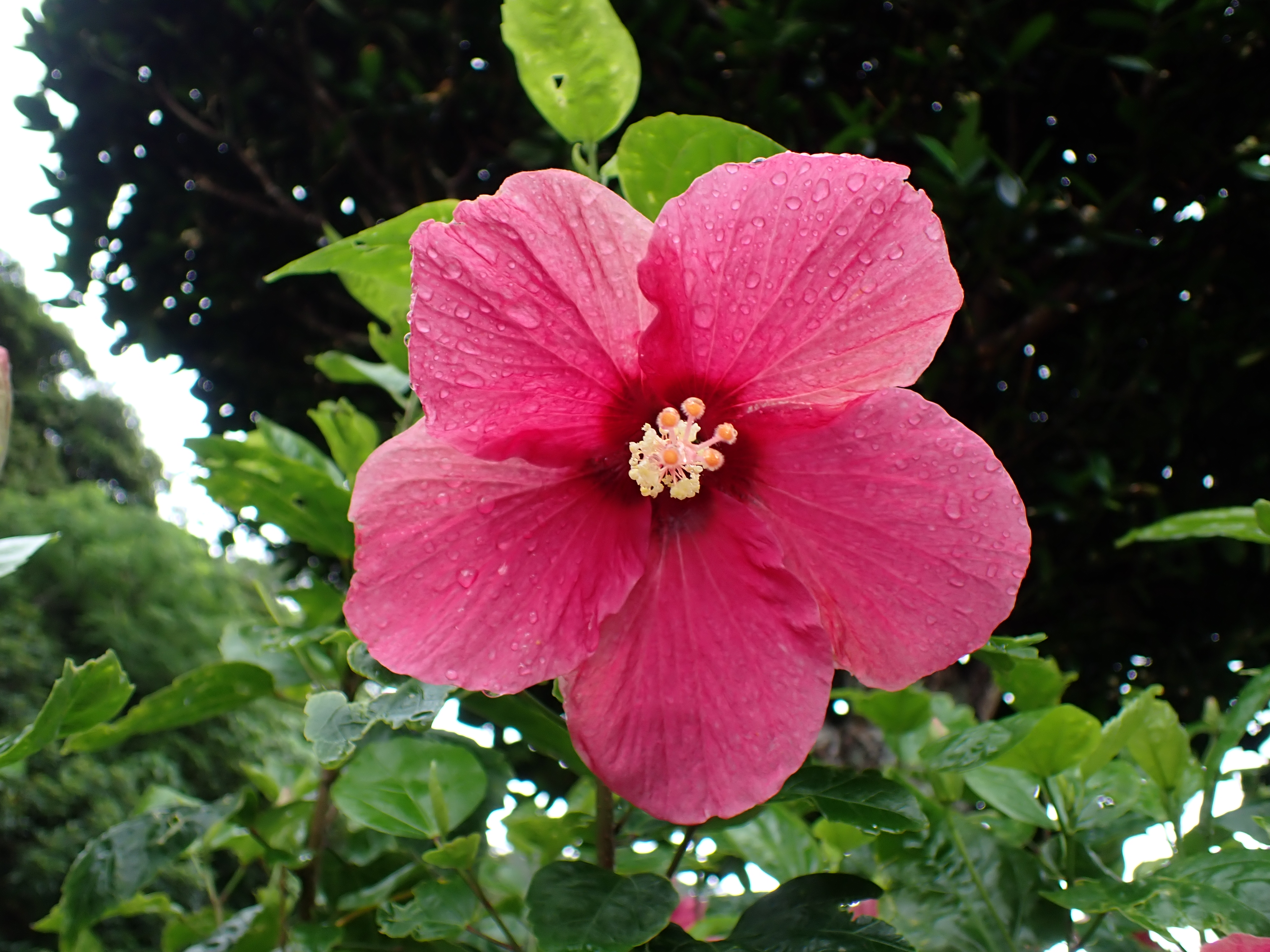
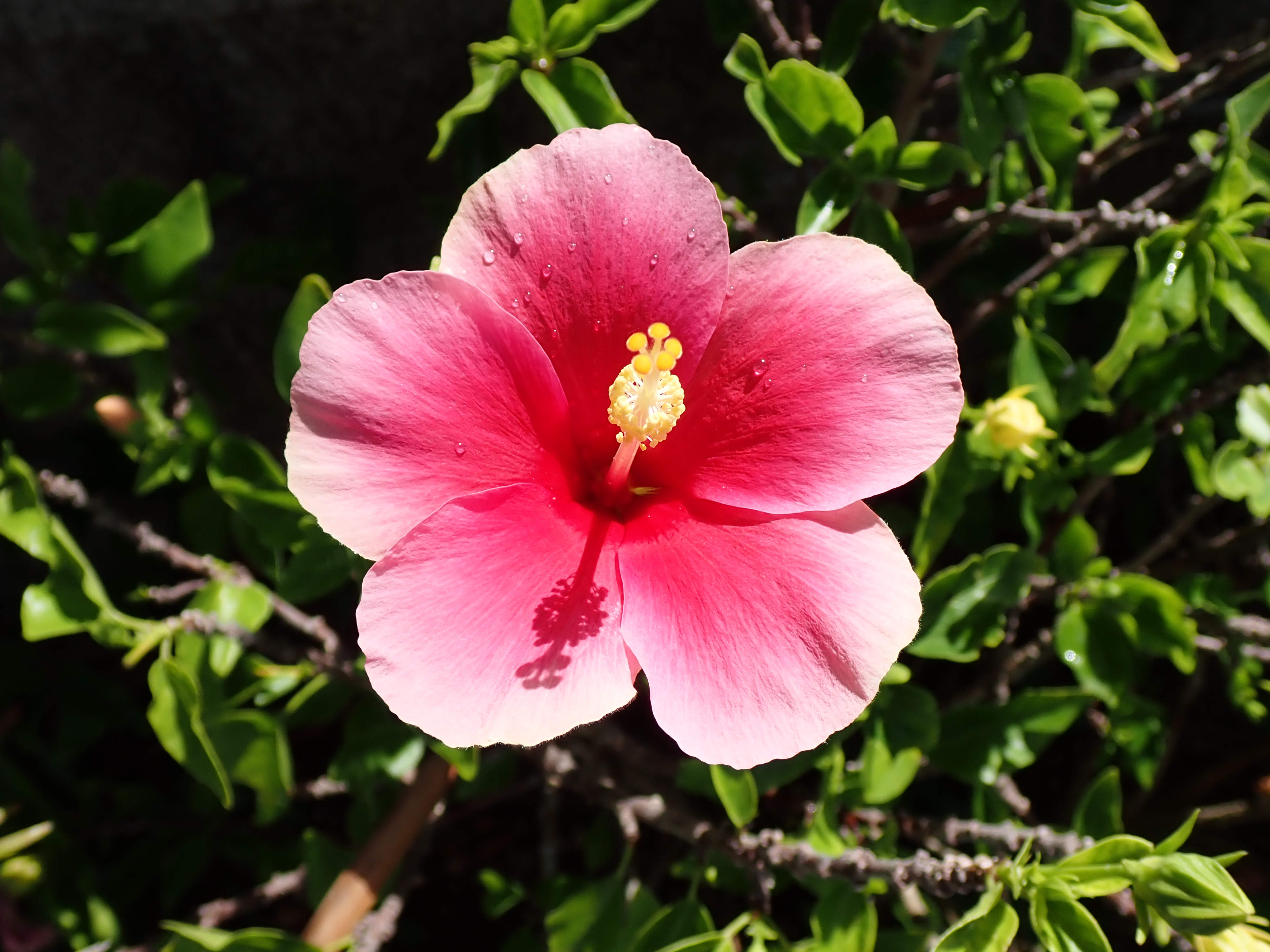
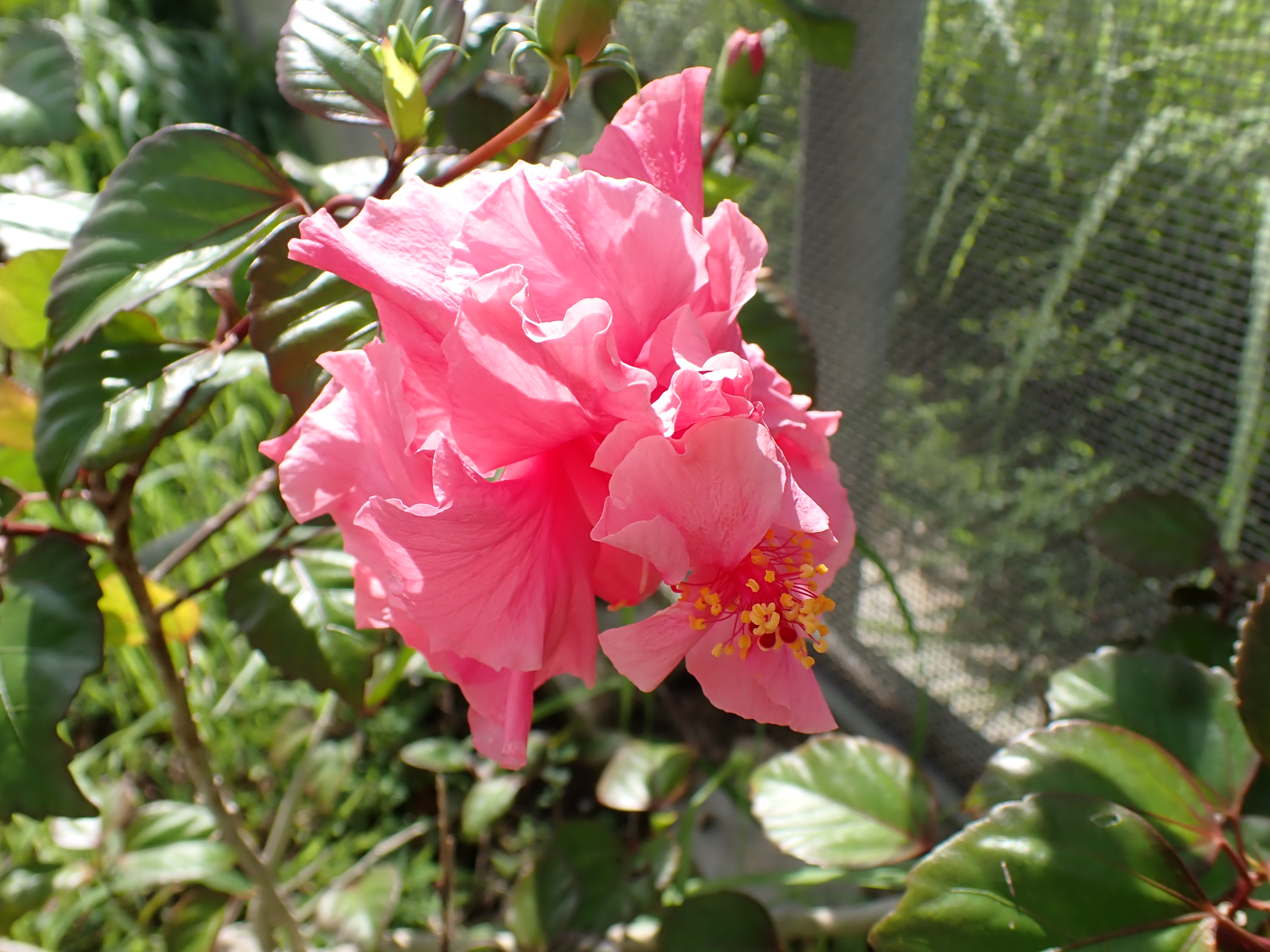
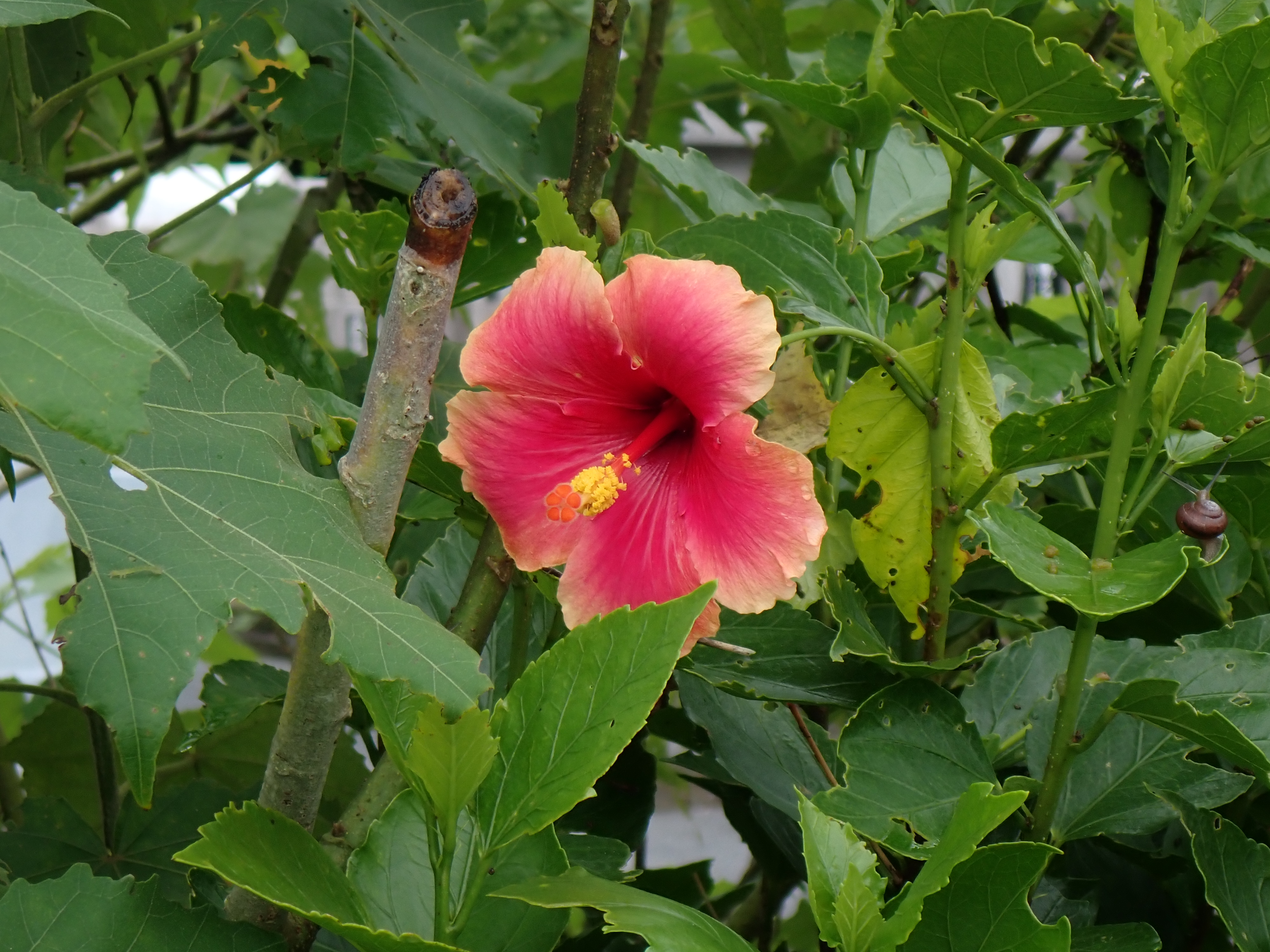
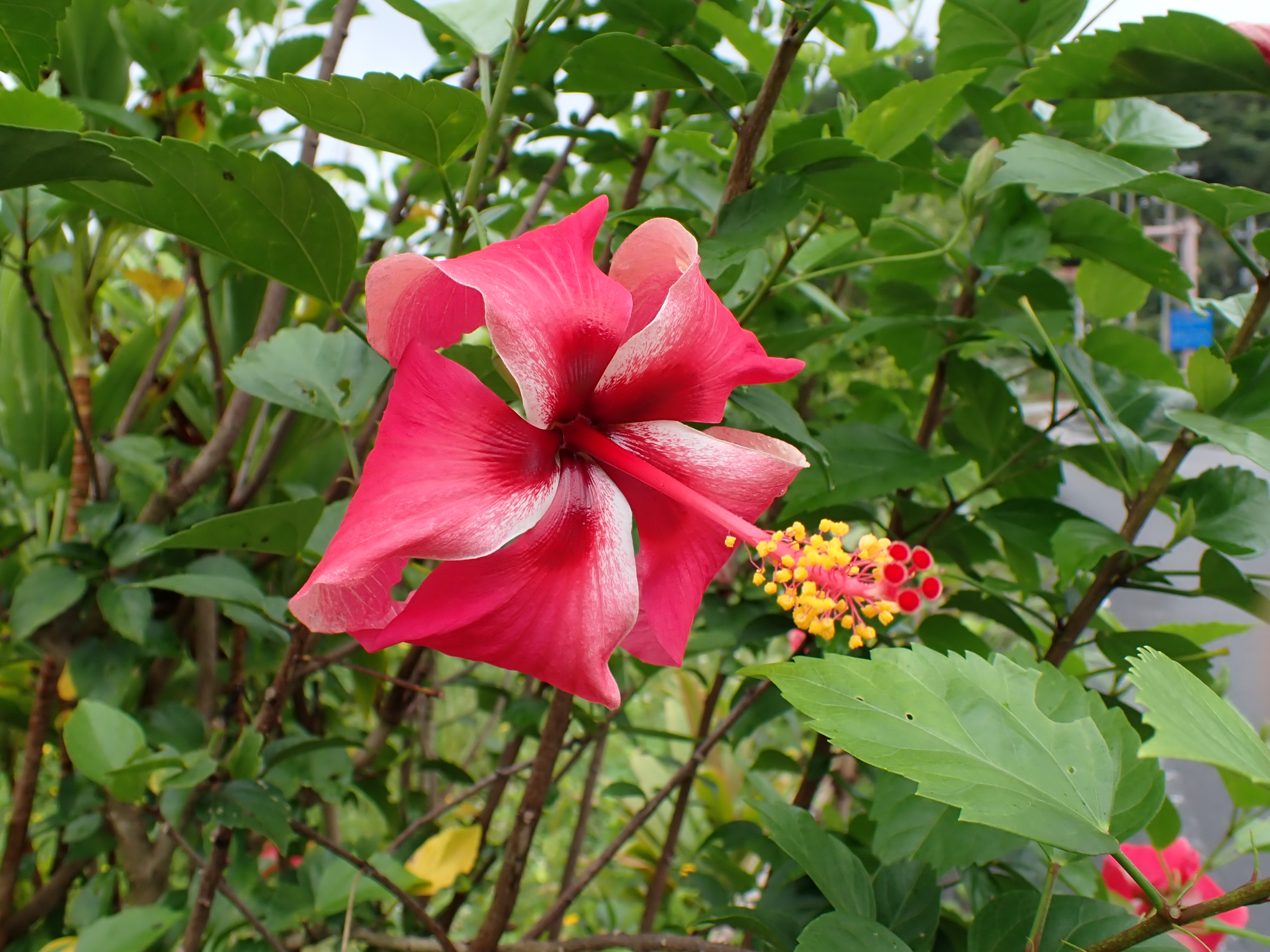
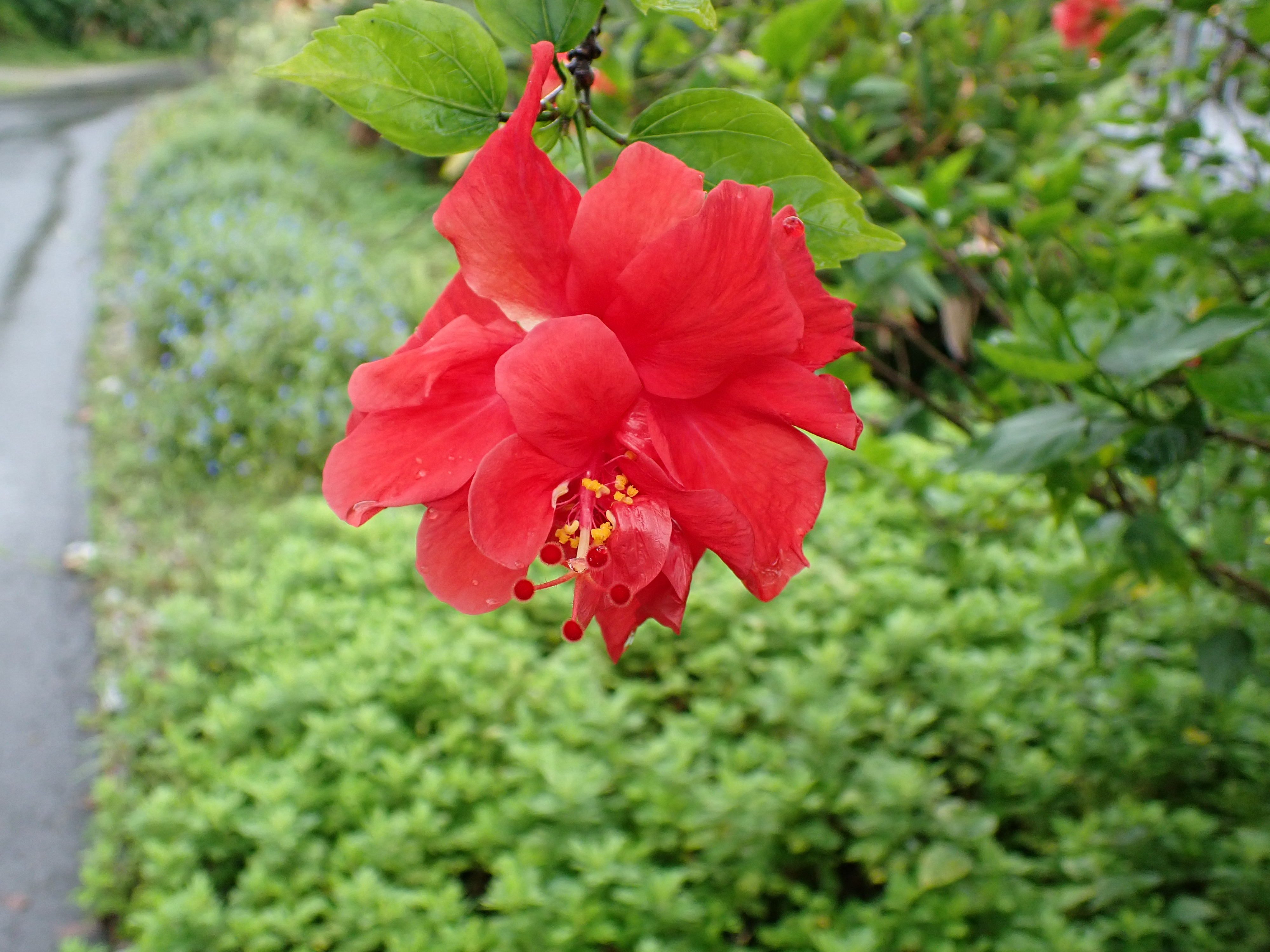
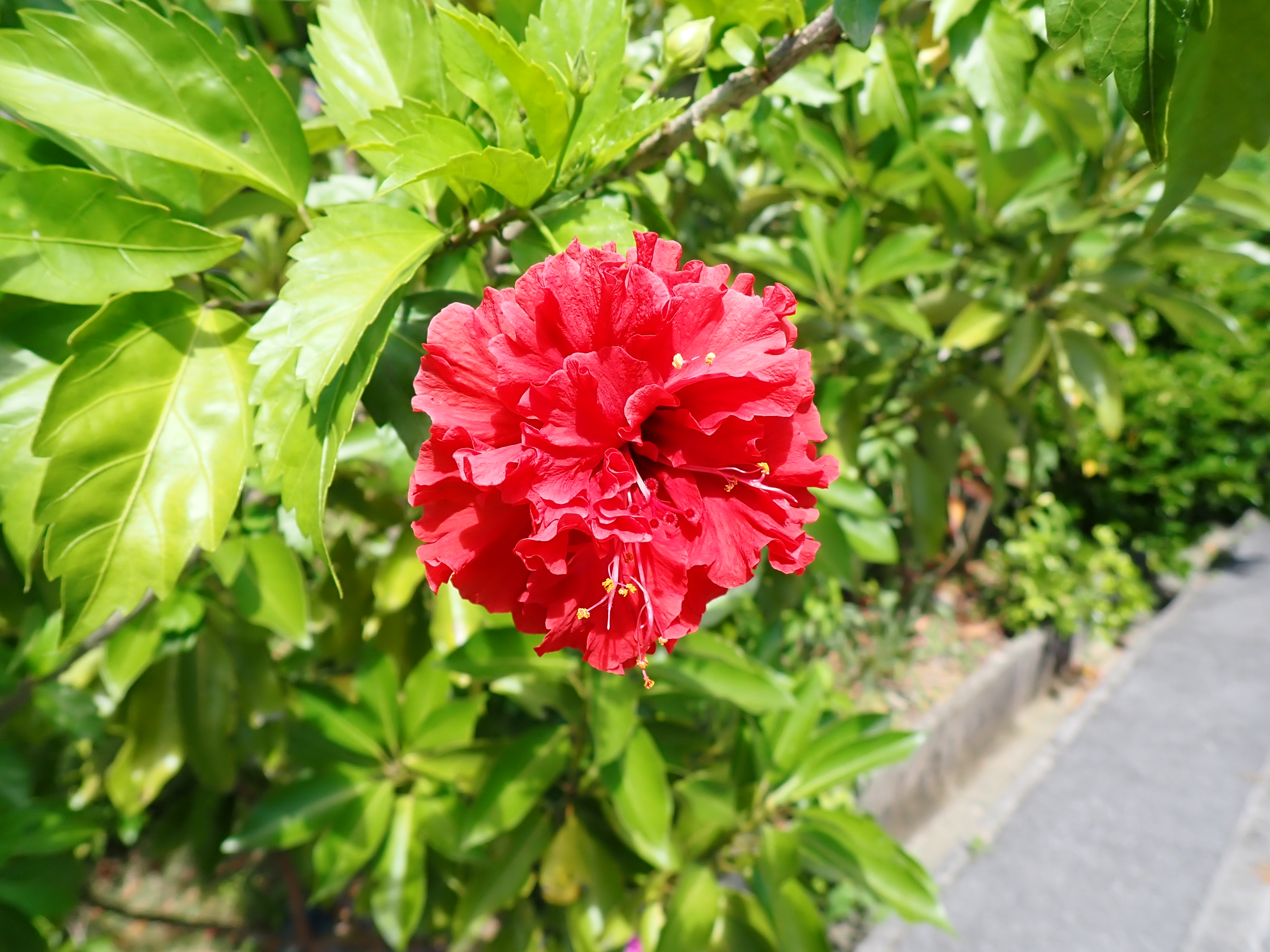
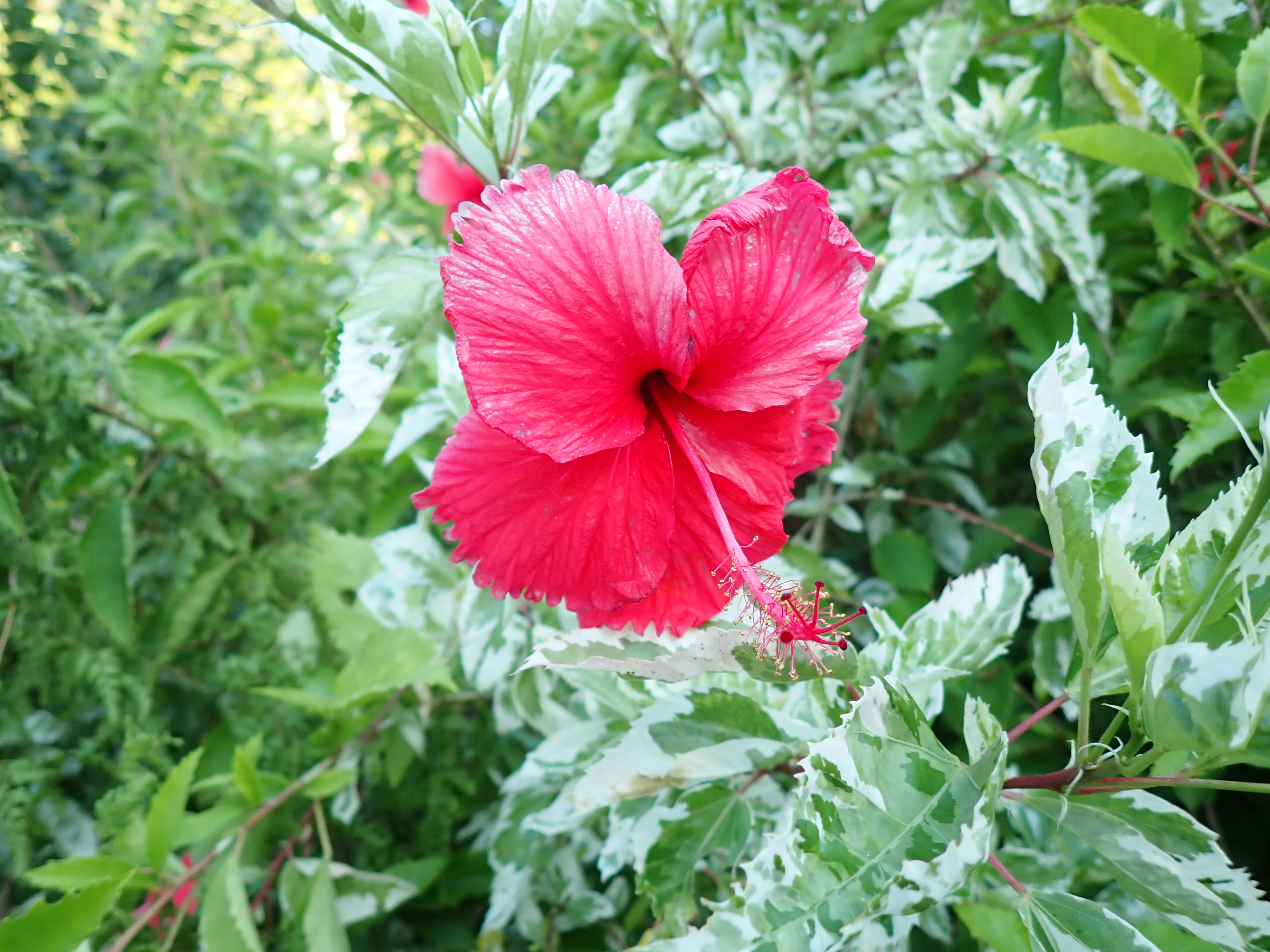